# Вольтер (Північна Дакота)
Вольтер (англ. Voltaire) — місто (англ. city) в США, в окрузі Макгенрі штату Північна Дакота. Населення — 46 осіб (2020).

## Географія
Вольтер розташований за координатами 48°1′9″ пн. ш. 100°50′42″ зх. д. / 48.01917° пн. ш. 100.84500° зх. д. (48.019285, -100.844880).  За даними Бюро перепису населення США в 2010 році місто мало площу 1,04 км², уся площа — суходіл. В 2017 році площа становила 1,26 км², уся площа — суходіл.

## Демографія
Згідно з переписом 2010 року, у місті мешкало 40 осіб у 21 домогосподарстві у складі 11 родини. Густота населення становила 38 осіб/км².  Було 22 помешкання (21/км²).
Расовий склад населення:
| - 95,0 % — білих - 2,5 % — чорних або афроамериканців |

До двох чи більше рас належало 2,5 %. Частка іспаномовних становила 0,0 % від усіх жителів.
За віковим діапазоном населення розподілялося таким чином: 15,0 % — особи молодші 18 років, 65,0 % — особи у віці 18—64 років, 20,0 % — особи у віці 65 років та старші. Медіана віку мешканця становила 49,5 року. На 100 осіб жіночої статі у місті припадало 100,0 чоловіків;  на 100 жінок у віці від 18 років та старших — 100,0 чоловіків також старших 18 років.
За межею бідності перебувало 24,4 % осіб, у тому числі 36,4 % дітей у віці до 18 років та 33,3 % осіб у віці 65 років та старших.
Цивільне працевлаштоване населення становило 34 особи. Основні галузі зайнятості: роздрібна торгівля — 44,1 %, транспорт — 11,8 %, освіта, охорона здоров'я та соціальна допомога — 11,8 %.